# الدوري الكندي لكرة القدم
الدوري الكندي لكرة القدم ( CFL ؛ (بالفرنسية: Ligue canadienne de football, LCF)‏ ) هو دوري رياضي محترف في كندا . CFL هو أعلى مستوى من المنافسة في كرة القدم الكندية . يتكون الدوري من تسعة فرق، يقع كل منها في مدينة في كندا. وهي مقسمة إلى قسمين: أربعة فرق في القسم الشرقي وخمسة فرق في القسم الغربي .
اعتبارًا من عام 2019 ، الموسم العادي تكون مدته 21 أسبوعًا حيث يلعب كل فريق 18 مباراة مع ثلاثة أسابيع من اللقاءات . يمتد هذا الموسم تقليديًا من منتصف يونيو إلى أوائل نوفمبر. بعد الموسم العادي، تنافست ستة فرق في تصفيات الدوري على مدار ثلاثة أسابيع والتي بلغت ذروتها في مباراة بطولة الكأس الرمادية في أواخر نوفمبر. يُعد Gray Cup أحد أكبر الأحداث الرياضية والتلفزيونية السنوية في كندا.
تم تسمية CFL رسميًا في 19 يناير 1958،  عند الدمج بين اتحاد كرة القدم للرجبي بين المقاطعات أو "Big Four" (تأسس عام 1907) واتحاد كرة القدم الغربي بين المقاطعات (تأسس عام 1936). قبل تقديم اللعب المتشابك في عام 1961 ، تنافست الفرق الشرقية ضد الفرق الغربية فقط في فترة ما قبل الموسم وبطولة الكأس الرمادية (على غرار دوري البيسبول الرئيسي في الولايات المتحدة قبل موسم 1997).

## الفرق

### فرق نشطة
قالب:CFL labelled map

## References
1. ↑  William Houston (20 ديسمبر 2006). "Grey Cup moves to TSN in new deal". Globe and Mail. Toronto. مؤرشف من الأصل في 2007-09-30. اطلع عليه بتاريخ 2006-12-23.
2. ↑  "Archived copy" (PDF). مؤرشف من الأصل (PDF) في 2012-01-12. اطلع عليه بتاريخ 2012-01-11.{{استشهاد ويب}}:  صيانة الاستشهاد: الأرشيف كعنوان (link)
3. ↑  "CANADIAN FOOTBALL TIMELINES (1860 – 2005)" (PDF). Footballcanada.com. مؤرشف من الأصل (PDF) في 2017-01-09. اطلع عليه بتاريخ 2018-01-13.

## Further reading
- O'Brien، Steve (2005). The Canadian Football League: The Phoenix of Professional Sports Leagues. Lulu Press. ISBN:978-1-4116-5860-8. مؤرشف من الأصل في 2021-02-25.
- Maher، Tod (2012). The Canadian Pro Football Encyclopedia: Every Player, Coach and Game. ISBN:978-0-9835136-3-6.

## External links
Official
- الموقع الرسمي
- French Website
- Canadian Football League Players Association

Media
- TSN
- SLAM! Sports
- Rogers Sportsnet
- Score Media

Other
- CFLapedia

قالب:CFL